# ドートロシュ (小惑星)
ドートロシュ (14961 d'Auteroche) は小惑星帯に位置する小惑星。ベルギーの天文学者エリック・ヴァルター・エルストがヨーロッパ南天天文台で発見した。
フランスの天文学者、ジャン・シャップ・ドートロシュに因んで命名された。